# 뉴섀객만

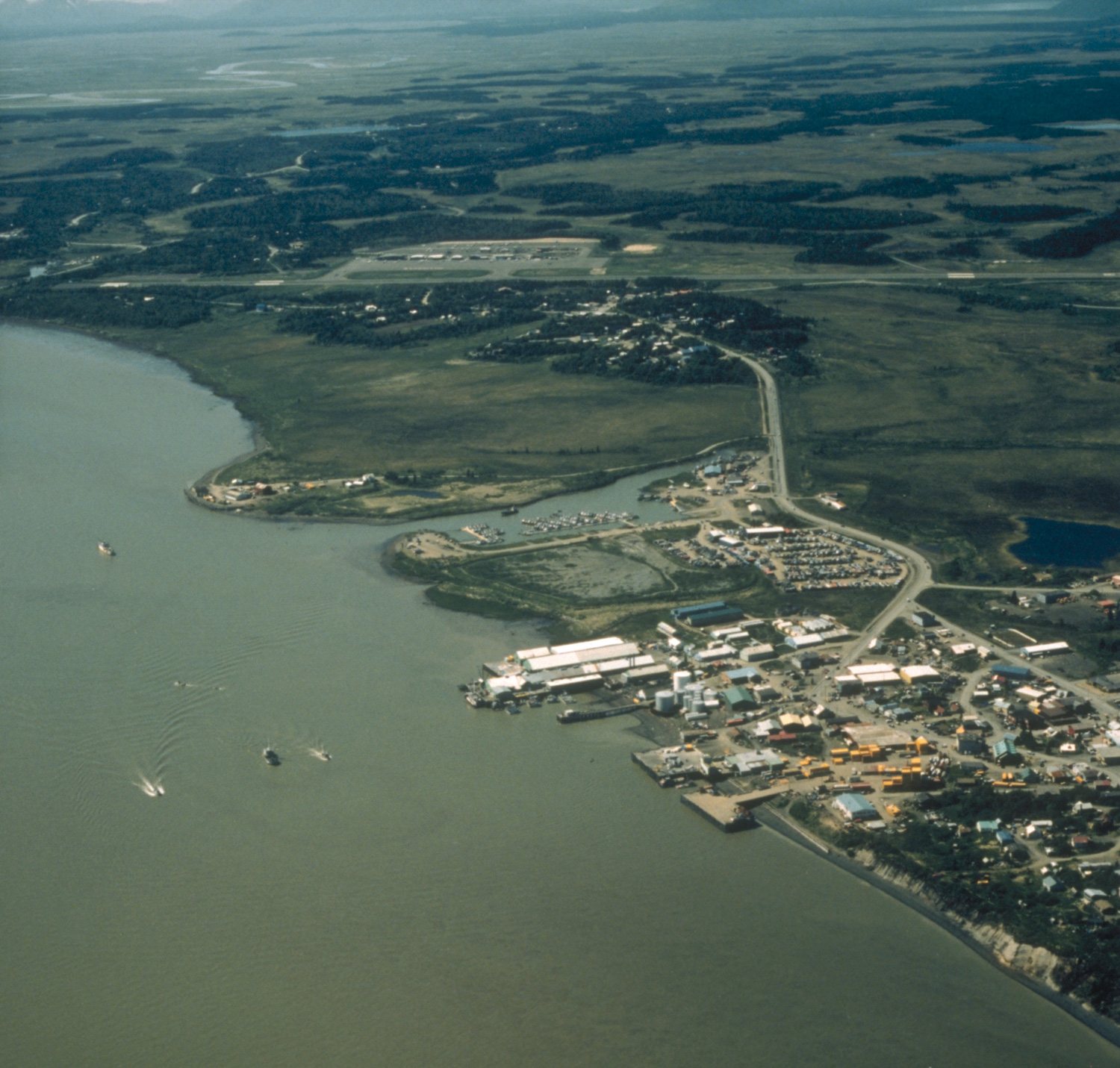

뉴섀객만(Nushagak Bay)는 브리스틀만에 위치해 있는 가장 큰 만 가운데 하나이다. 알래스카반도 북쪽, 베링해 동부에 위치해 있다.
중심지는 딜링엄이다. 세계에서 가장 큰 연어인 홍연어가 잡히는 곳이다.
이 만은 뉴섀객강의 하구이고 브리스틀만에서 남쪽으로 30마일 흘러들어간다. 브리스틀만은 삼림, 이구시크, 스네이크강을 포함해서 몇 개의 강이 흘러들어간다.